# Menjamel de Guadalcanal
El menjamel de Guadalcanal (Guadalcanaria inexpectata) és un ocell de la família dels melifàgids (Meliphagidae) i única espècie del gènere Guadalcanaria Hartert, E, 1929.

## Hàbitat i distribució
Habita els boscos de les muntanyes de l'illa de Guadalcanal a les Salomó sud-orientals.